# Anthoseptobasidium aureum
Anthoseptobasidium aureum är en svampart som beskrevs av Rick 1943. Anthoseptobasidium aureum ingår i släktet Anthoseptobasidium, divisionen basidiesvampar och riket svampar.   Inga underarter finns listade i Catalogue of Life.